# Microeciella latiavicula
Microeciella latiavicula är en mossdjursart som beskrevs av Florence, Hayward och Gibbons 2007. Microeciella latiavicula ingår i släktet Microeciella och familjen Oncousoeciidae. Inga underarter finns listade i Catalogue of Life.